# Wygoda (rejon wierchowiński)
Wygoda  (ukr. Вигода) – wieś na Ukrainie w rejonie wierchowińskim obwodu iwanofrankiwskiego.